# Kyengera
Kyengera – miasto w południowej Ugandzie, w regionie Środkowym. Według danych na rok 2014 liczyło 195 531 mieszkańców.